# Championnat d'Afrique féminin de volley-ball 2023
Navigation
Édition précédente Édition suivante
Le 21e championnat d'Afrique féminin de volley-ball se déroule du 16 au 24 août 2023 au Palais des sports de Yaoundé, au Cameroun.
La compétition est remportée par le Kenya, qui bat en finale l'Égypte par 3 sets à 0. Le Cameroun termine troisième. La Kényane Sharon Chepchumba est nommée MVP de la compétition.

## Choix du pays organisateur
Deux pays sont candidats à l'organisation du championnat d'Afrique féminin 2023 : l'Égypte et le Cameroun. Le 31 mars 2023, la Fédération camerounaise de volleyball annonce que sa candidature a été choisie par la Confédération africaine de volley-ball.

## Équipes présentes
Douze équipes participent à la compétition :
- Algérie
- Burundi
- Burkina Faso
- Cameroun
- Égypte
- Kenya
- Lesotho
- Mali
- Maroc
- Nigeria
- Ouganda
- Rwanda

## Compétition

### Premier tour
Le format du premier tour est celui d'un tournoi toutes rondes simple. Chaque équipe joue un match contre toutes les autres équipes du même groupe.
- Victoire 3–0 ou 3–1 : 3 points ;
- Victoire 3–2 : 2 points ;
- Défaite 2–3 : 1 point ;
- Défaite 0–3 ou 1-3 : 0 point.

Le classement de chaque équipe dans chaque groupe est déterminé selon l'ordre suivant :
1. le plus grand nombre de matchs obtenus après tous les matches de groupes ;
2. en cas d'égalité de matchs gagnés, le plus grand nombre de points gagnés dans tous les matches de groupes ;
3. en cas d'égalité de points gagnés, le meilleur ratio de sets dans tous les matches de groupes ;
4. en cas d'égalité de ratios de sets, le meilleur ratio de points dans tous les matches de groupes ;
5. en cas d'égalité de ratios de points, le résultat du dernier match entre équipes ex æquo.

À l'issue de ce classement, le premier et le deuxième de chaque groupe sont qualifiés pour les demi-finales.

#### Composition des groupes
Le tirage au sort des groupes a eu lieu le 11 septembre 2021 à Kigali.
| Poule A                                      | Poule B                                         |
| -------------------------------------------- | ----------------------------------------------- |
| Cameroun Nigeria Burundi Mali Algérie Égypte | Kenya Maroc Rwanda Ouganda Burkina Faso Lesotho |